# Sinophorus amphipoeae
Sinophorus amphipoeae är en stekelart som beskrevs av Kusigemati 1993. Sinophorus amphipoeae ingår i släktet Sinophorus och familjen brokparasitsteklar. Inga underarter finns listade i Catalogue of Life.